# Synagoga w Maszewie
Synagoga w Maszewie – bóżnica została wybudowana około 1830 roku. Mieściła się przy dawnej Königstraße (nieistniejąca uliczka łącząca dzisiejszą ulicę Świętego Ducha z ulicą Sienną). Funkcje modlitewne spełniała do 1900 roku, ponieważ w mieście było już bardzo mało Żydów. Potem w synagodze mieścił się magazyn trumien stolarza Alexa Lau. W 1930 została sprzedana sąsiadce rzemieślnika, która nakazała zburzyć bóżnicę.